# Вигдис Финнбогадоуттир
Вигдис Финнбогадоуттир (исл. Vigdís Finnbogadóttir; род. 15 апреля 1930[…], Рейкьявик, Королевство Исландия) — исландская государственная деятельница. Четвёртый президент Исландии с 1980 по 1996 год. Считается первой женщиной в мире, избранной путём прямых всенародных выборов на пост конституционного главы государства (и вообще второй женщиной-президентом в мире после Исабель, жены и преемницы президента Аргентины Перона после его смерти 1 июля 1974 года).
Однако некоторые историки оспаривают её первенство (и первенство Перон), приводя в пример председателя (1940—1944) Малого Хурала Тувинской Народной Республики Хертек Анчимаа-Тока, исполняющую обязанности председателя (1953—1954) Президиума Великого государственного хурала Монгольской Народной Республики Янжмаа Сухбаатарын и исполняющую обязанности председателя (1968—1972) Китайской Народной Республики Сун Цинлин, которые были избраны на должность главы государства задолго до неё, хотя эти государства и не были демократическими.

## Биография
Родилась 15 апреля 1930 года в Рейкьявике. Родители: инженер, профессор с 1945 по 1961 год и декан факультета инженерии Исландского университета Финнбоги Рутюр Торвальдссон (Finnbogi Rútur Þorvaldsson; 22 января 1891 — 6 января 1973) и медсестра, глава профсоюза в течение 36 лет Сигридюр Эйриксдоуттир (Sigríður Eiríksdóttir; 16 июня 1894 — 23 марта 1986). Имела младшего брата Торвальдюра Финнбогасона (Þorvaldur Finnbogason; 1931—1952), студента факультета инженерии.
Ходила в обязательную школу Ландакот и неполную среднюю школу в Рейкьявике. В 1949 году окончила среднюю школу второй ступени в Рейкьявике (MR).
С 1949 по 1953 год изучала французский язык и литературу в Университете Гренобля и Сорбонне в Париже. С 1957 по 1958 год изучала историю театра в Копенгагенском университете. В 1968 году получила степень бакалавра искусств по французскому языку и степень в области образования и преподавания в Исландском университете.
Участница протестных движений 1960—1970-х против НАТО и американского военного присутствия.

## Театральная и преподавательская карьера
С 1954 по 1957 год — редактор литературно-драматургической части и пресс-секретарь Национального театра. В 1961 году стала сооснователем экспериментальной театральной группы «Маска» (Gríma), перевела на исландский язык ряд пьес. С 1961 по 1964 год работала в Национальном театре. С 1972 по 1980 год руководила Рейкьявикским театральном обществом, сцена которого находилась в ресторане «Идноу». С 1976 по 1978 год входила в правление Фестиваля искусств в Рейкьявике. С 1976 по 1980 год была членом Консультативного комитета по делам культуры в странах Северной Европы.
С 1962 по 1967 год преподавала французский язык в Рейкьявикской средней школе второй ступени (MR), затем с 1967 по 1972 год — в средней школе второй ступени на Хамрахлид (MH). С 1970 по 1971 год вела уроки французского на телевидении, что сделало её известной. С 1972 по 1980 год преподавала французскую драматургию в Исландском университете. В 1975—1976 годах возглавляла отделение «Альянс Франсез» в Исландии.
Одновременно работала гидом исландского Государственного туристического бюро.

## Президент Исландии
Исландское женское движение имеет долгую историю. Во время Международного года женщин в 1975 году исландские женщины привлекли большое внимание, когда они организовали всеобщую забастовку женщин, чтобы показать, насколько важен недооцененный женский труд. В забастовке приняло участие 90 % исландских женщин. 
После того, как в новогоднем обращении 1 января 1980 года президент Кристьяун Эльдьяудн объявил, что не будет баллотироваться на очередных выборах, после долгих уговоров Вигдис выдвинула  1 февраля свою кандидатуру, став первой женщиной-кандидатом в президенты в Исландии. Её соперниками были депутат альтинга Альберт Гвюдмюндссон, государственный сотрудник по примирению и медиации Гвюдлёйгюр Торвальдссон и посол Петюр Торстейнссон. Выборы прошли 29 июня в один тур по системе относительного большинства с одним победителем. Вигдис победила и стала первой женщиной в мире, избранной президентом на демократических выборах. Она была избрана с небольшим перевесом, получила 33,79 % голосов, а её ближайший соперник Гвюдлёйгюр Торвальдссон получил 32,31 % голосов.
Вигдис стала очень популярной и впоследствии трижды переизбиралась. Выборы 1984 года были безальтернативными. На выборах 1988 года её соперницей была Сигрун Торстейнсдоуттир, которую поддержали 5,41 % избирателей. Выборы 1992 года были безальтернативными. В 1996 году она решила не баллотироваться на следующий срок. Она была президентом Исландии дольше всех (четыре срока), пока Оулавюр Рагнар Гримссон не был избран на свой пятый срок в 2012 году.
Хотя исландское президентство в значительной степени носит церемониальный характер, Вигдис играла активную роль в качестве экологического активиста и поддерживала исландский язык и культуру, выступая в качестве культурного посла в продвижении страны. Она подчеркивала роль малых государств и организовала решающую встречу на высшем уровне между президентом США Рональдом Рейганом и советским лидером Михаилом Горбачевым на саммите в Рейкьявике в 1986 году. У неё был девиз: «Никогда не подводи женщин», и она специально работала над продвижением женского образования. Она также знала о своей роли примера для подражания для молодых женщин.
Занимая должность президента, уделяла большое внимание интересам молодёжи. Сооснователь и официальный покровитель организации Barnaheill, части международной организации Save the Children в Исландии, основанной 24 октября 1989 года в День Организации Объединённых Наций. Инициаторами выступили специалисты отделения детской и подростковой психиатрии Ландспитали. Примером послужила организация Rädda Barnen в Швеции. С самого начала Вигдис была активным участником подготовительной работы.
Как президент Исландии являлась гроссмейстером ордена Сокола.
В 1996 году, отказавшись от участия в очередных выборах, она стала сооснователем и председателем Совета женщин – мировых лидеров, первый саммит которого прошёл в 1998 году в Школе управления имени Джона Ф. Кеннеди Гарвардского университета. 
С 1998 года Вигдис Финнбогадоуттир является послом доброй воли ЮНЕСКО по вопросам языков. 
Она также является членом почётного комитета Фонда Ширака с тех пор, как в 2008 году бывший президент Франции Жак Ширак основал этот фонд для содействия миру во всем мире.

## Личная жизнь
В 1954 году вышла замуж за Рагнара Аринбьярнара (Ragnar Arinbjarnar; 1929—1997). Развелись в 1961 году. В 1972 году удочерила Аустридюр Магнусдоуттир (Ástríður Magnúsdóttir; род. 1972).

## Признание
Вигдис является почётным доктором ряда университетов: Университета Гренобля (1985) и Университета Бордо (1987) во Франции, Колледжа Смита (1988) в США, Манитобского университета (1989) и Университета Святой Марии (1996) в Канаде, Финляндии, Швеции, Великобритании и Японии, Исландского университета (2010).
В 1993 году произведение «Mitt Folk», написанное по заказу британского правительства композитором Оливером Кентишем в качестве подарка Великобритании к празднованию 50-летия Республики Исландия, было исполнено Исландским симфоническим оркестром и посвящено Вигдис.
Избрана вместе с Сигридюр Эдлендсдоуттир (Sigríður Theódóra Erlendsdóttir; 1930—2022) и Бьёрг Эйнарсдоуттир (Björg Einarsdóttir; 1925—2022) пожизненным почётным членом Союза борьбы за права женщин Исландии в день 90-летия союза 27 января 1997 года.
В 2001 году основан Институт иностранных языков, который носит имя Вигдис Финнбогадоуттир. Институт является научно-исследовательским институтом в составе Института гуманитарных наук Исландского университета и исследовательской платформой для преподавателей факультета, занимающихся иностранными языками и классическими исследованиями. 
В честь Вигдис назван ранее неизвестный вид паука-тенётника — Vigdisia praesidens, обитающий на Мадагаскаре.
1 января 2025 года начался показ мини-сериала «Вигдис». Роль взрослой Вигдис исполнила Нина Дёгг Филиппюсдоуттир, а юной — Элин Сив Хадльдорсдоуттир (Elín Sif Halldórsdóttir).